# Cirrophorus miyakoensis
Cirrophorus miyakoensis är en ringmaskart som beskrevs av Imajima 1973. Cirrophorus miyakoensis ingår i släktet Cirrophorus och familjen Paraonidae. Inga underarter finns listade i Catalogue of Life.